# كنيسة القديس مارتن

كنيسة القديس مارتن هي كنيسة رومانية كاثوليكية تقع في مدينة لاندسهوت، ألمانيا.